# 피네건 올드필드
피네간 올드필드(Finnegan Oldfield, 1991년 1월 10일 ~ )는 프랑스와 영국의 배우이다.
파리에서 태어났다.

## 영화
- 이것은 서부 영화가 아니다 (2012, Ce n'est pas un film de cow-boys) - 단편
- 휘청이는 바퀴 (2013, Le Quepa sur la vilni !) - 단편
- 마드모아젤 (2014, Mademoiselle)
- 제로니모 (2014, Geronimo)
- 뱅 갱: 모던 러브 스토리 (2015, Bang Gang (une histoire d'amour moderne)) - 알렉스 역
- 나의 딸, 나의 누나 (2015, Les Cowboys) - 키드 역
- 하늘도 아닌, 땅도 아닌 (2015, Ni le ciel ni la terre)
- 여자의 일생 (2016) - 20세 파울 역
- 힐 더 리빙 (2016, Réparer les vivants)
- 녹투라마 (2016, Nocturama)
- 새벽의 약속 (2017)
- 마빈 (2017, Marvin ou la Belle Éducation)
- 이스케이프 라카 (2019, Exfiltrés)
- 관종의 세계 (2019, Selfie)
- 가가린 (2020, Gagarine)
- 짐승들의 마을 (2020, La Terre des hommes)
- 카메라를 멈추면 안돼! 프랑스에서도 (2022)
- 코르사주 (2022)